# Eishockey-Europapokal 1966/67
Der Eishockey-Europapokal in der Saison 1966/67 war die zweite Austragung des gleichnamigen Wettbewerbs durch die Internationale Eishockey-Föderation IIHF. Der Wettbewerb fand von Herbst 1966 bis zum 4. April 1967 statt. Insgesamt nahmen 14 Mannschaften aus 14 Nationen daran teil. Der tschechoslowakische Meister TJ ZKL Brno konnte nach einem Finalsieg gegen den finnischen Meister Ilves Tampere seinen Titel aus dem Vorjahr verteidigen.

## Modus und Teilnehmer
Die Landesmeister des Spieljahres 1965/66 der europäischen Mitglieder der IIHF waren für den Wettbewerb qualifiziert. Das Turnier wurde im K.-o.-System mit vier Spielen pro Runde ausgetragen. Dabei wurden jeweils zwei Spiele bei einem Verein ausgetragen, im Anschluss zwei Spiele beim Gegner. Bei Gleichstand nach dem vierten Spiel erfolgte die Entscheidung im Penaltyschießen. Diejenige Mannschaft, welche mehr Spiele gewann, rückte in die nächste Runde vor. Der Titelverteidiger TJ ZKL Brno sowie der sowjetische Meister HK ZSKA Moskau waren für das Halbfinale gesetzt, Moskau trat dort aber nicht an. Vier Vereine erhielten in der 1. Runde ein Freilos.
| - SG Cortina d’Ampezzo - Chamonix Hockey Club - Újpesti Dózsa Budapest - ZSKA Sofia - EC Klagenfurter AC - Grasshopper Club Zürich - Podhale Nowy Targ | - HK Jesenice - Vålerenga IF Oslo - Ilves Tampere - EC Bad Tölz - SC Dynamo Berlin - TJ ZKL Brno (Titelverteidiger; gesetzt für das Halbfinale) - ZSKA Moskau (gesetzt für das Halbfinale) |

## Turnier

### 1. Runde
|                         |                      | Gesamt | 1. Spiel | 2. Spiel | 3. Spiel | 4. Spiel |
| ----------------------- | -------------------- | ------ | -------- | -------- | -------- | -------- |
| EC Klagenfurter AC      | EC Bad Tölz          | 2–1    | 5:4      | 4:2      | 1:3      | 4:4      |
| Vålerenga IF Oslo       | Ilves Tampere        | 1–3    | 4:6      | 8:6      | 5:8      | 6:7      |
| Grasshopper Club Zürich | Chamonix Hockey Club | 1–3    | 1:3      | 3:5      | 2:0      | 2:3      |
| HK Jesenice             | SG Cortina d’Ampezzo | 1–3    | 2:6      | 2:4      | 5:1      | 0:5      |

Freilos erhielten:  SC Dynamo Berlin,  Podhale Nowy Targ,  ZSKA Sofia,  Újpesti Dózsa Budapest

### 2. Runde
|                        |                      | Gesamt | 1. Spiel | 2. Spiel | 3. Spiel | 4. Spiel |
| ---------------------- | -------------------- | ------ | -------- | -------- | -------- | -------- |
| EC Klagenfurter AC     | Chamonix Hockey Club | 3–0    | 7:2      | 5:3      | 9:2      | 3:3      |
| SC Dynamo Berlin       | Ilves Tampere        | 0–3    | 3:11     | 4:4      | 2:4      | 1:7      |
| Podhale Nowy Targ      | ZSKA Sofia           | 4–0    | 11:5     | 8:5      | 6:1      | 8:3      |
| Újpesti Dózsa Budapest | SG Cortina d’Ampezzo | 0–4    | 1:6      | 2:6      | 2:6      | 5:7      |

### 3. Runde
|                    |                      | Gesamt | 1. Spiel | 2. Spiel | 3. Spiel | 4. Spiel |
| ------------------ | -------------------- | ------ | -------- | -------- | -------- | -------- |
| EC Klagenfurter AC | SG Cortina d’Ampezzo | 1–1    | 4:2      | 1:1      | 4:4      | 2:41     |
| Ilves Tampere      | Podhale Nowy Targ    | 4–0    | 8:3      | 9:1      | 4:1      | 5:3      |

1 Entscheidung im Penaltyschießen: 3:1

### Halbfinale
Der Titelverteidiger TJ ZKL Brno und der Meister der spielstarken sowjetischen Liga, ZSKA Moskau, waren für das Halbfinale gesetzt. Moskau trat aber nicht an, so dass auch die zweite Austragung des Europapokals ohne sowjetische Beteiligung stattfand. Auch das zweite Halbfinale wurde nur zur Hälfte ausgetragen, der Klagenfurter AC trat nicht zu den Rückspielen in Brno an, da die österreichische Nationalmannschaft gleichzeitig ein Turnier in Nordamerika spielte. Die beiden einzigen Spiele des Halbfinales fanden am 2. und 3. Februar 1967 statt.
|                    |             | Gesamt               | 1. Spiel             | 2. Spiel             | 3. Spiel                 | 4. Spiel                 |
| ------------------ | ----------- | -------------------- | -------------------- | -------------------- | ------------------------ | ------------------------ |
| EC Klagenfurter AC | TJ ZKL Brno | 0-1                  | 4:6                  | 4:4                  | Klagenfurt trat nicht an | Klagenfurt trat nicht an |
| Ilves Tampere      | ZSKA Moskau | Moskau trat nicht an | Moskau trat nicht an | Moskau trat nicht an | Moskau trat nicht an     | Moskau trat nicht an     |

### Finale
| 2. April 1967 | Ilves Tampere Hakanen (29:29) L. Oksanen (30:44) | 2:3 (0:0, 2:2, 0:1) | TJ ZKL Brno J. Jiřík (34:52) F. Ševčík (35:41) K. Skopal (49:24) | Hakametsä, Tampere |

| 4. April 1967 | Ilves Tampere Hakanen P. Leimu L. Oksanen | 4:5 (2:1, 1:2, 1:2) | TJ ZKL Brno J. Černý J. Barta R. Potsch Z. Kepák | Hakametsä, Tampere |

Tampere trat zu den Rückspielen in Brno nicht an.

## Siegermannschaft
| Europapokalsieger TJ ZKL Brno | Torhüter: Josef Dvořák, Vladimír Nadrchal Verteidiger: Břetislav Kocourek, Petr Marek, František Mašláň, Jaromír Meixner, Ladislav Olejník, Rudolf Potsch Angreifer: Josef Barta, Josef Černý, Richard Farda, Jaroslav Jiřík, Zdenék Kepák, Rudolf Scheuer, František Ševčík, Karel Skopal, František Vaněk, Ivo Winkler Cheftrainer: Vladimír Bouzek |